# Lily Grosser
Lily Emilie Grosser (* 2. Juni 1894 in Frankfurt am Main; † 20. September 1968 in Saint-Germain-en-Laye), geborene Rosenthal, war die Ehefrau des von den Nationalsozialisten vertriebenen Kinderarztes und Wissenschaftlers Paul Grosser (1880–1934) und die Mutter des Politikwissenschaftlers und Publizisten Alfred Grosser (1925–2024). Als Sekretärin des Comité français d’échanges avec l’Allemagne nouvelle war sie ab 1948 maßgeblich am Aufbau der politischen und kulturellen deutsch-französischen Beziehungen nach dem Zweiten Weltkrieg beteiligt.

## Werdegang
Lily Emilie Rosenthal kam als Tochter von Alfred Rosenthal in einem großbürgerlichen Frankfurter Haushalt zur Welt, bis zu ihrem 18. Lebensjahr durfte sie das Haus in der Mendelssohnstraße 92 im Frankfurter Westend nur in Begleitung einer Gouvernante verlassen. Wie viele junge Frauen unterstützte sie während des Ersten Weltkrieges von der Heimat aus durch aktive Hilfsmaßnahmen die deutschen Soldaten und wurde dafür ausgezeichnet. Ihr Verlobter Max Koch aus Kronberg im Taunus fiel 1918, ihr Vater Alfred verstarb 1919.
Am 16. März 1921 heiratete sie in Frankfurt am Main den Universitätsprofessor und niedergelassenen Arzt Paul Grosser. Am 13. April 1922 wurden dort ihre Tochter Margarethe und am 1. Februar 1925 ihr Sohn Alfred geboren.

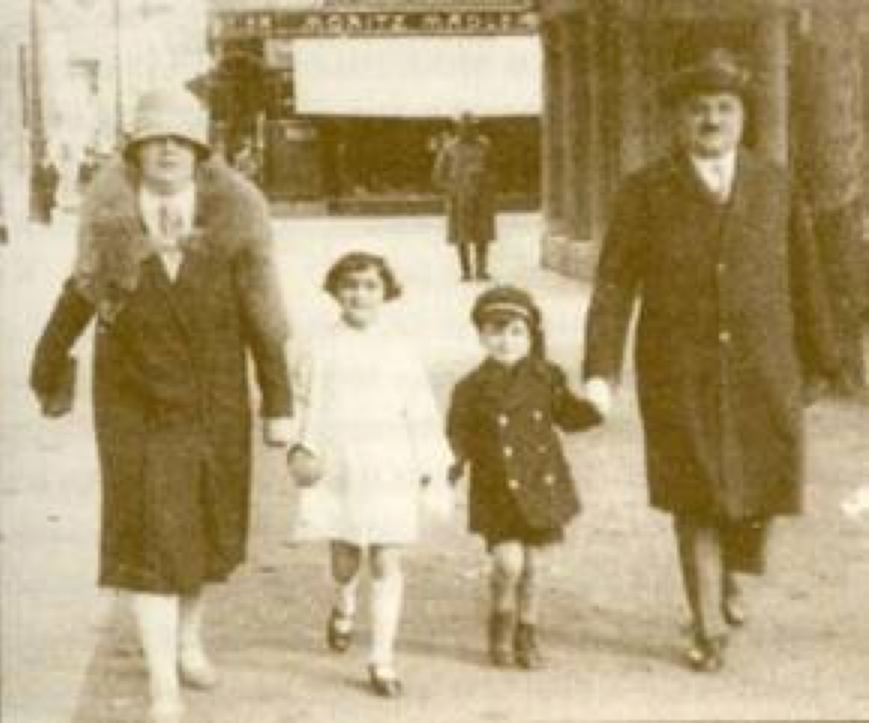
Lily Grosser (links) etwa 1929/30 mit ihrer Familie in Frankfurt am Main

Als ihrem Ehemann im April 1933 im Zuge der von den Nazis sukzessive vorgenommenen Repressionen gegen Juden die Privatliquidation und der Lehrstuhl entzogen wurden und man ihn schließlich im Sommer auch als überaus erfolgreichen ärztlichen Leiter des Clementine Kinderhospitals entließ, reifte nach weiteren Demütigungen und Enttäuschungen sowie massiv ausgeübter physischer Gewalt gegen den achtjährigen Sohn der Entschluss zur Übersiedlung ins benachbarte Frankreich. Der Entscheidung ging im Sommer ein sondierender Aufenthalt der Familie in Paris und in der Champagne voraus.
Am 16. Dezember 1933 emigrierte die Familie von Frankfurt am Main nach Saint-Germain-en-Laye, wo der Ehemann jedoch nur kurze Zeit später unerwartet früh verstarb. Das von ihrem Ehemann an der Peripherie der französischen Hauptstadt geplante Kindersanatorium realisierte und leitete Lily Grosser nach dem Tod ihres Mannes als Kinderheim ohne medizinischen Kontext.

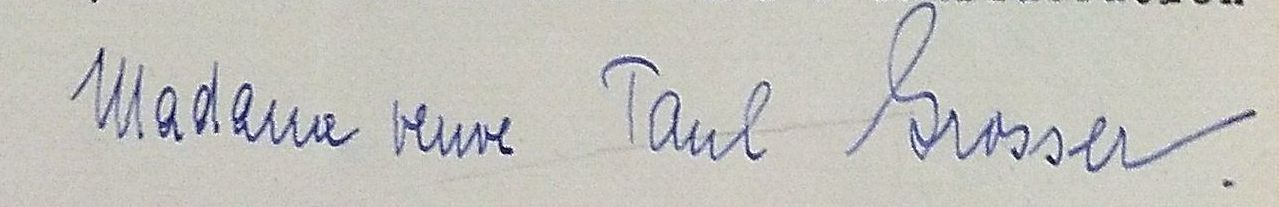
Signatur von Lily Grosser als „Madame veuve Paul Grosser“ (= Frau Witwe Paul Grosser) auf ihrem Antrag auf Einbürgerung nach Frankreich vom 22. April 1936

Per 1. Oktober 1937 erhielt Lily Grosser mit ihren Kindern die französische Staatsbürgerschaft. Im Jahr 1938 zog auch ihre Mutter nach Saint-Germain-en-Laye und verstarb dort nach schwerer Krankheit am 29. Juli 1940 im Alter von 81 Jahren.
Wenige Wochen zuvor mussten Lily Grossers Kinder Margarethe und Alfred am 10. Juni 1940 nach dem Einmarsch der deutschen Wehrmacht ins unbesetzte Frankreich fliehen. Lily Grosser folgte ihren Kindern im September ins südfranzösische Saint-Raphaël. Die Tochter Margarethe starb infolge einer bei der Flucht zugezogenen Verletzung an einer Sepsis im Jahr 1941. Nach der Kapitulation der Italiener im Jahr 1943 mussten Lily Grosser und ihr Sohn erneut getrennt voneinander flüchten, die Wehrmacht rückte an Stelle der Italiener ein. Lily Grosser erhielt in Cannes eine Stelle als Unterstützung der Leiterin eines Kinderheimes, wurde von dieser jedoch aufgrund falscher Dokumente mit angedrohter Denunziation erpresst und ausgebeutet. Im Sommer 1944 kam sie in Monte Carlo unter. Ab Herbst 1944 konnte sie ihren Sohn Alfred wieder in Marseille treffen. Dort wurde sie stellvertretende Leiterin eines Militärkrankenhauses des Croix-Rouge française (CRF).
Trotz und wegen dieser Erlebnisse engagierte sich Lily Grosser mit ihrem Sohn Alfred von 1948 bis 1967 im Comité français d’échanges avec l’Allemagne nouvelle und setzte sich für einen regen Austausch und eine Aussöhnung zwischen Deutschen und Franzosen sowie eine Stärkung demokratischer Strukturen in Deutschland ein. Für ihren unermüdlichen engagierten Einsatz erhielt sie 1962 das Bundesverdienstkreuz.

„Eine treue Arbeiterin für ein besseres Verständnis (...) war Frau Lily Grosser. Niemand, der mit dieser gütigen Frau in Berührung kam, kann sie vergessen. (Sie) war das, was man im Französischen die »cheville-ouvrière« nennt, die Seele des Comités. Verdienste um die deutsch-französische Verständigung – damit schmücken sich viele. Ich wüsste nicht viele zu nennen, die soviel dafür getan haben.“

## Ehrungen
- Am 24. August 1918 erhielt Lily Emilie Rosenthal das Verdienstkreuz für Kriegshilfe.
- Am 23. Januar 1962 wurde Lily Grosser das Verdienstkreuz am Bande des Verdienstordens der Bundesrepublik Deutschland verliehen.[9]